# فلیکس-ژوزف باریا
فلیکس-ژوزف باریا (به فرانسوی: Félix-Joseph Barrias) (۱۳ سپتامبر ۱۸۲۲–۲۴ ژانویه ۱۹۰۷) یک نقاش فرانسوی بود. وی در زمان خود به دلیل نقاشی با موضوعات مذهبی، تاریخی یا اسطوره ای بسیار شناخته شده بود، اما اکنون به‌طور کلی فراموش شده‌است. از جمله هنرمندانی که در استودیوی وی آموزش دیدند و به شهرت رسیدند می‌توان به ادگار دگا، گوستاو آشیل گیومه و آنری پیل اشاره کرد.

## زندگی

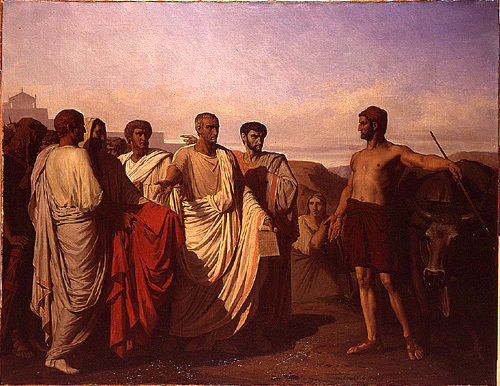
سن سیناتوس در حال استقبال از نمایندگان مجلس سنا (۱۸۴۴)

فلیکس-ژوزف باریا در ۱۳ سپتامبر ۱۸۲۲ در پاریس به دنیا آمد.
برادر او لوئی-ارنست باریا (۱۸۴۱–۱۹۰۵) بود که بعدها به یک مجسمه‌ساز مشهور تبدیل شد.
پدرش یک نقاش در ظروف چینی بود و به فلیکس-ژوزف آموزش داد و او که ثابت کرد یک دانش آموز ماهر است و می‌تواند از ۱۶ سالگی زندگی خود را تأمین کند. 
سپس فلیکس-ژوزف باریا زیر نظر لئون کنی تحصیل کرد. او در سال ۱۸۴۴ با نقاشی تابلو سن سیناتوس در حال استقبال از نمایندگان مجلس سنا برنده جایزه بزرگ رم شد. این امر باعث شد تا وی برای ادامه تحصیل به ایتالیا سفر کند. 
در سال ۱۸۴۷ او برای اولین بار با دو تابلو دختر جوان که گل حمل می‌کند و رومین اسپینر، آثار خود را در سالن به نمایش گذاشت.
باریا در سال ۱۸۴۷ یک مدال درجه سوم و در سال ۱۸۵۱ یک مدال درجه دو در سال برای تبعیدی‌های تیبریوس (لوور) دریافت کرد. وی در نمایشگاه جهانی (۱۸۵۵) برای نقاشی سالگرد تولد ۱۳۰۰ در رم مدال درجه دو دریافت کرد. 
باریا نقاشی‌های زیادی با موضوعات مذهبی، تاریخی یا اسطوره ای ساخت. وی همچنین نقاشی‌های دیواری برای کلیسای سن-اوستاش، پاریس، لولوور دزانتیکه و نمازخانه سن ژنویو در کلیسای تثلیث مقدس ، پاریس ساخت. وی در دهه ۱۸۶۰ مأموریت یافت که در مجموعه آثار مربوط به دعا را که ویلیام تامپسون والترز جمع‌آوری کرده بود مانند سایر نقاشان برجسته آن روز مانند ویلیام-آدولف بوگرو، ژان-لئون ژروم و جیمز تیسو، همکاری کند. 
یک نقاشی بزرگ از باریا در نمایشگاه بین‌المللی ۱۸۶۲ در لندن به نمایش گذاشته شد که ارتش فرانسه در کریمه را نشان می‌داد. در سال ۱۸۶۸ باریا افسانه پشم گوسفند طلایی را در سقف سالن دراپرس لندن نقاشی کرد. باریا آثار نقاشی دیواری برای اپرای پاریس از شارل گارنیه خلق کرد و در دهه ۱۸۸۰ تزئینی برای تالار مرسرها در لندن نقاشی کرد. باریا پرتره‌هایی را در سالن‌های ۱۸۷۹، ۱۸۸۰ و ۱۸۸۱ به نمایش گذاشت. او برای چاپ‌های Didot از ویرجیل و هوراس تصاویر سنگی درست کرد.

## آثار منتخب

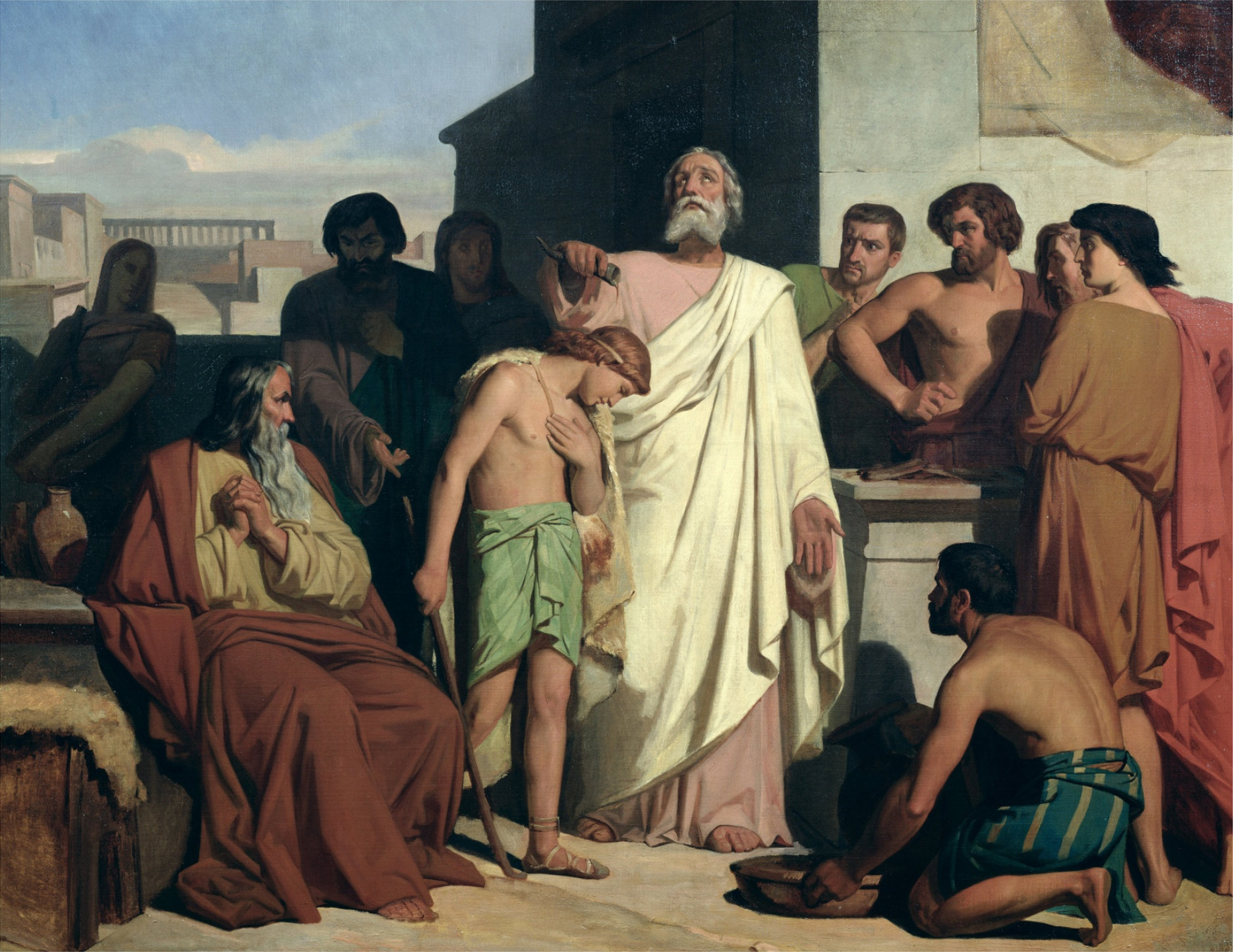
مسح داوود توسط ساموئل (۱۸۴۲)

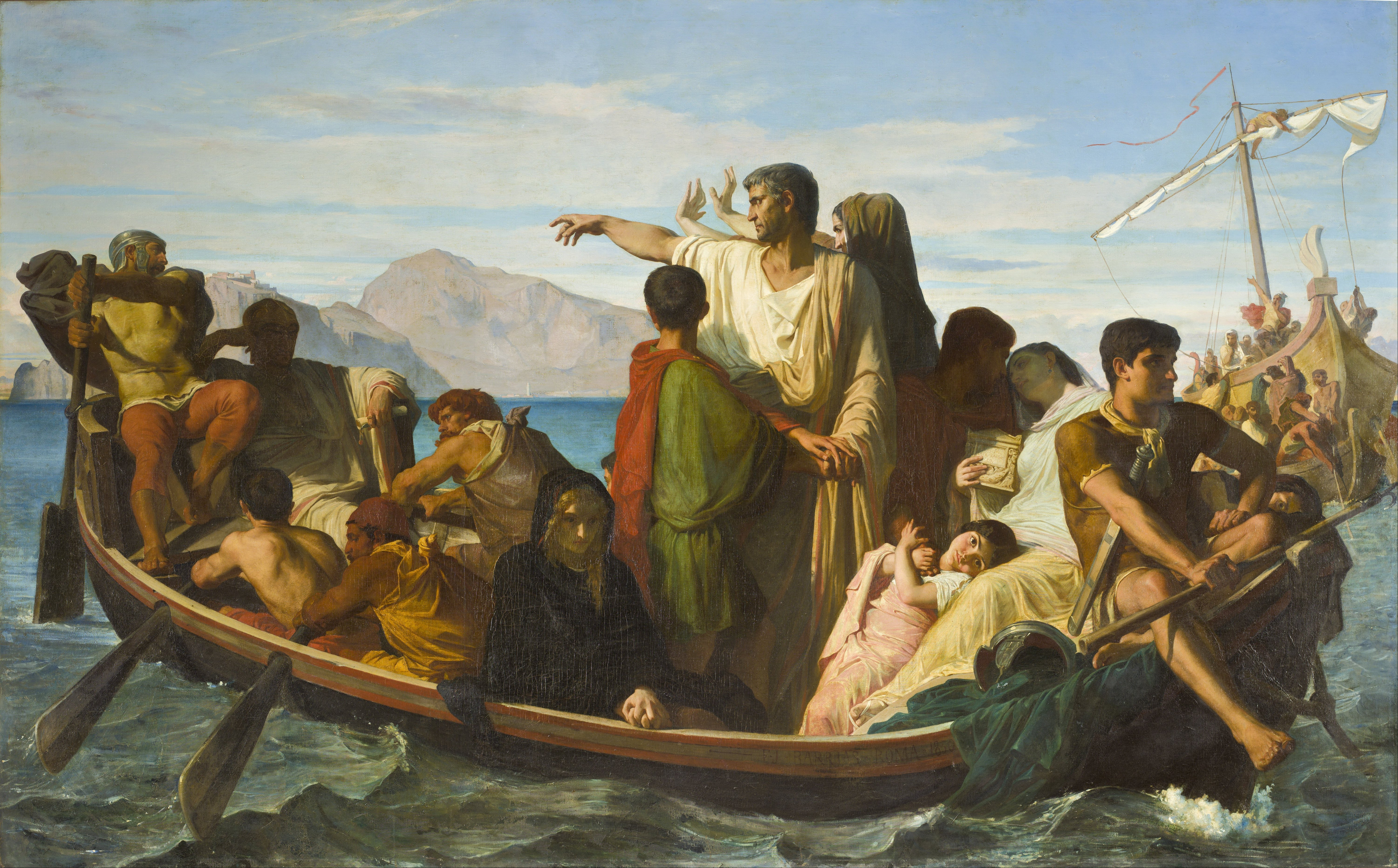
تبعیدی‌های تیبریوس (۱۸۵۰)

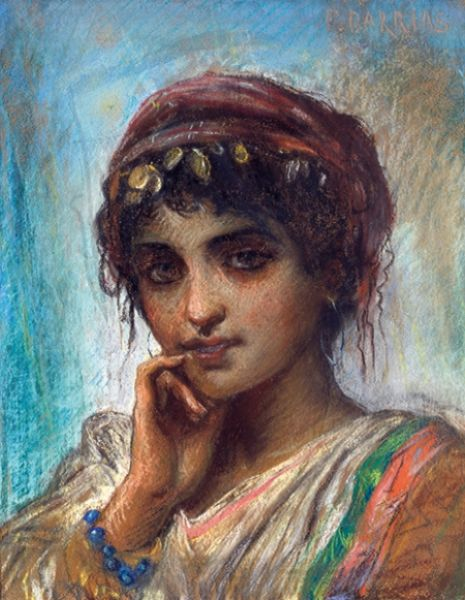
زن شرقی (بدون تاریخ)
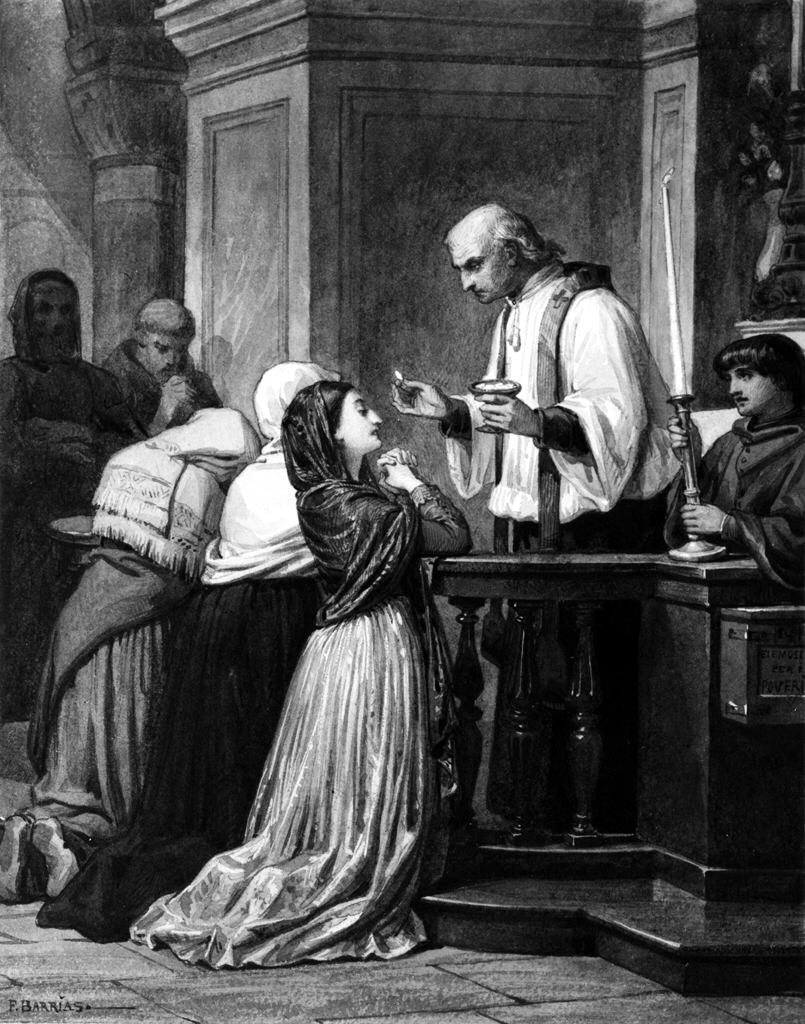
زن در حال دریافت عشای ربانی (بدون تاریخ)
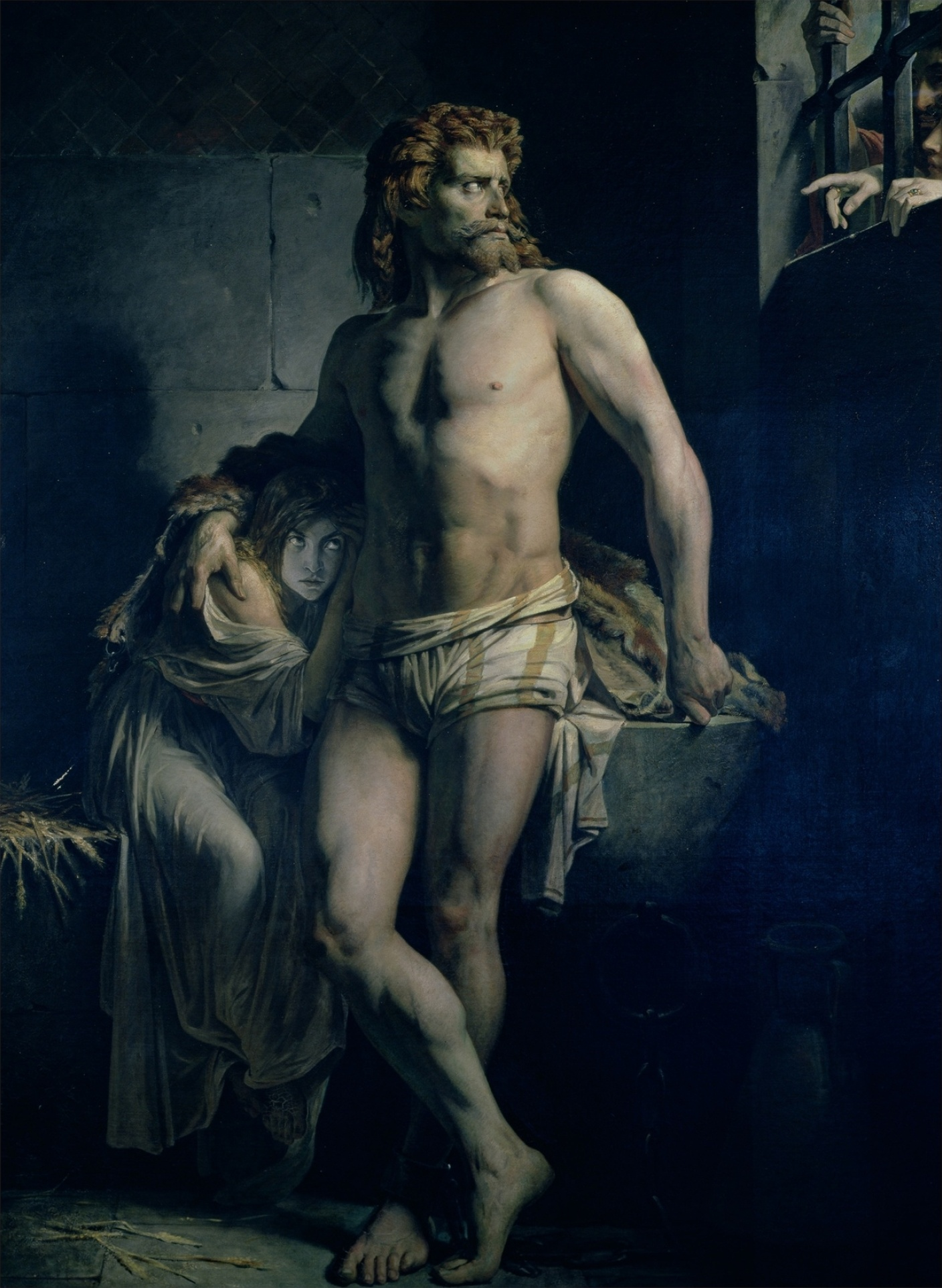
یک فرانسوی و دخترش که در روم زندانی شده‌است (۱۸۴۷)
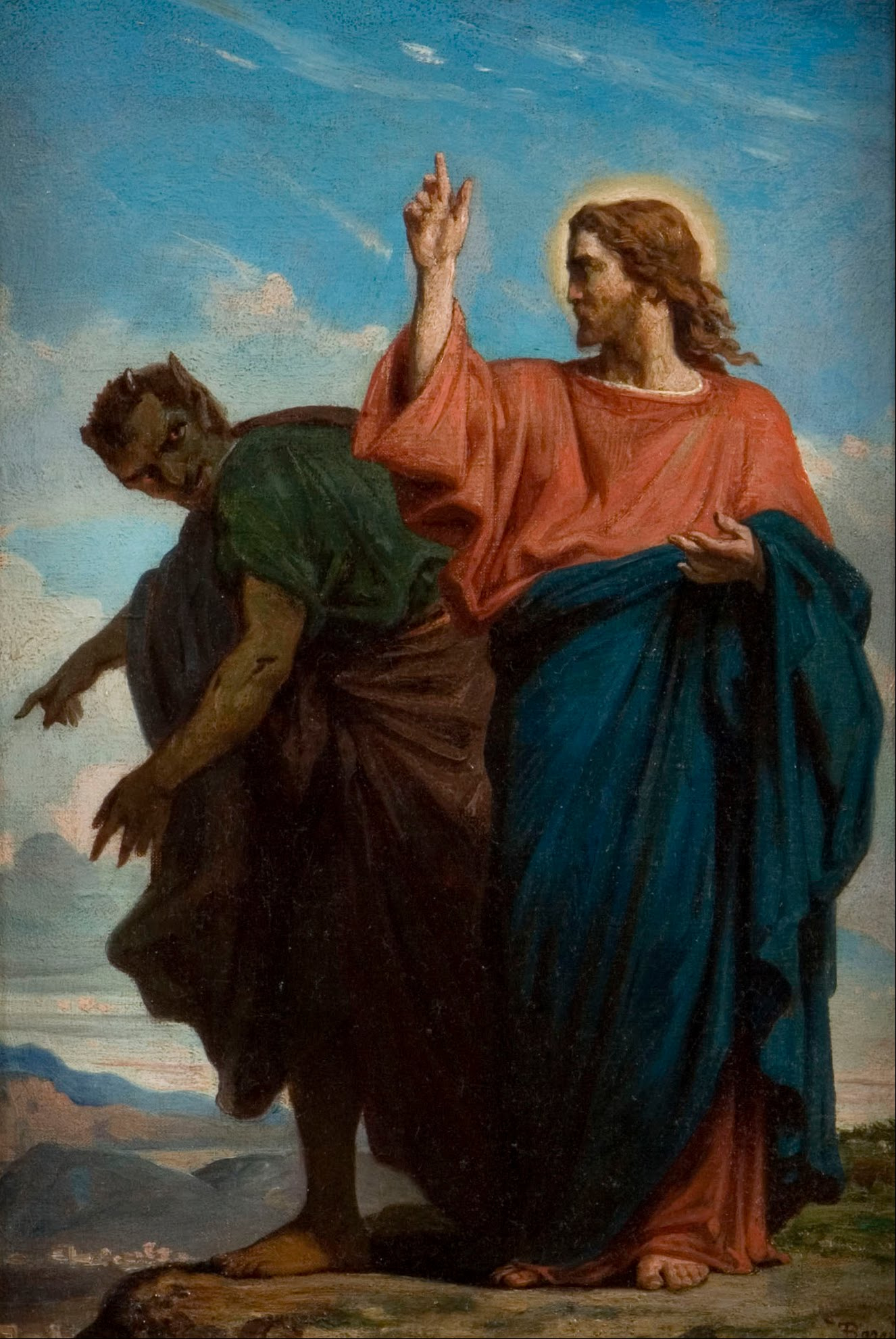
وسوسه مسیح توسط شیطان (۱۸۶۰) ، موزه هنر فیلبروک